# 鎮西大社諏訪神社
鎮西大社諏訪神社（ちんぜいたいしゃすわじんじゃ）は、長崎県長崎市にある神社。現在の正式名称は諏訪神社であり、鎮西大社は通称。地元では「お諏訪さま」、「おすわさん」と呼ばれる。10月7日から9日までの例祭は長崎くんちとして有名である。

## 歴史

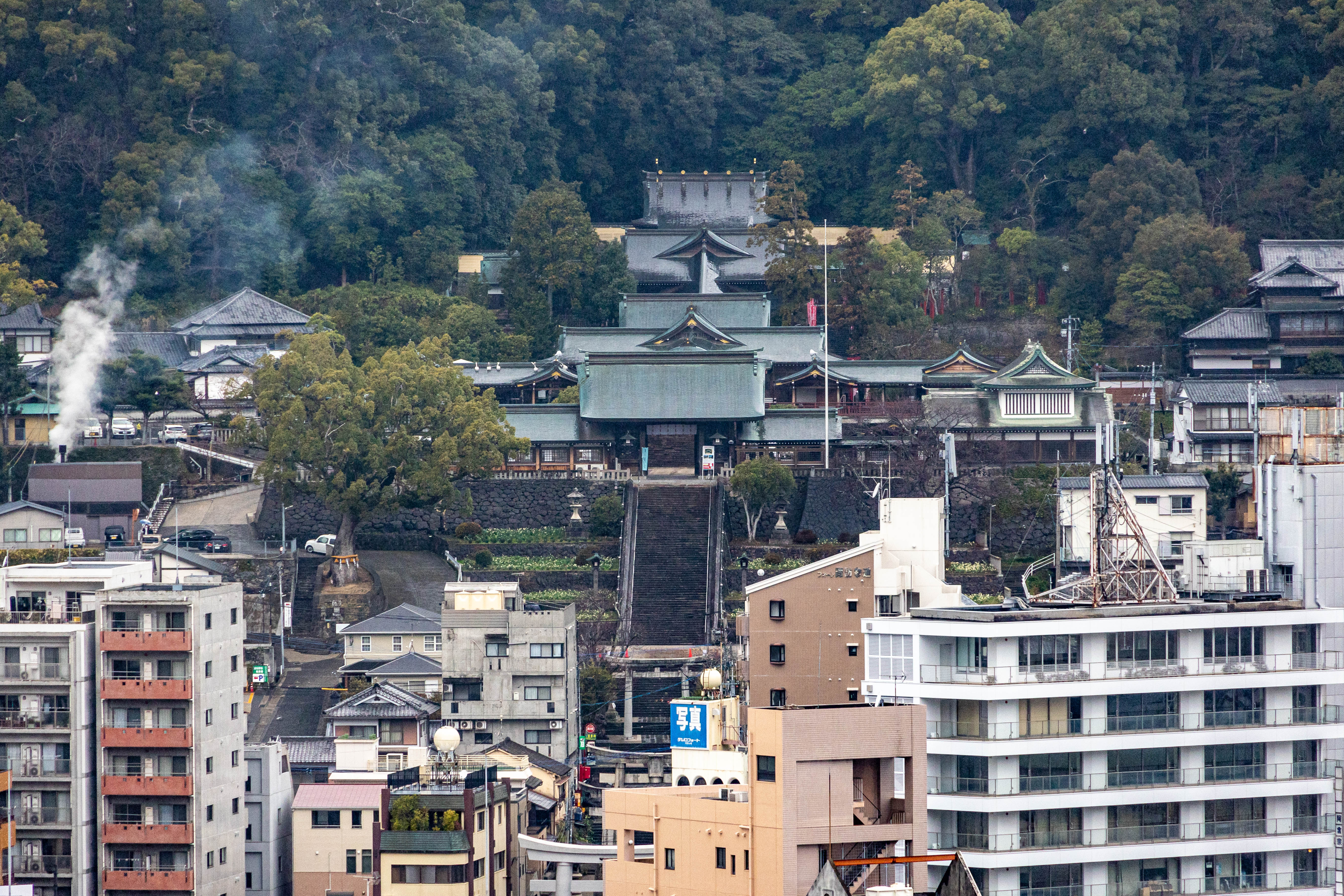
若宮稲荷神社展望所から望む諏訪神社

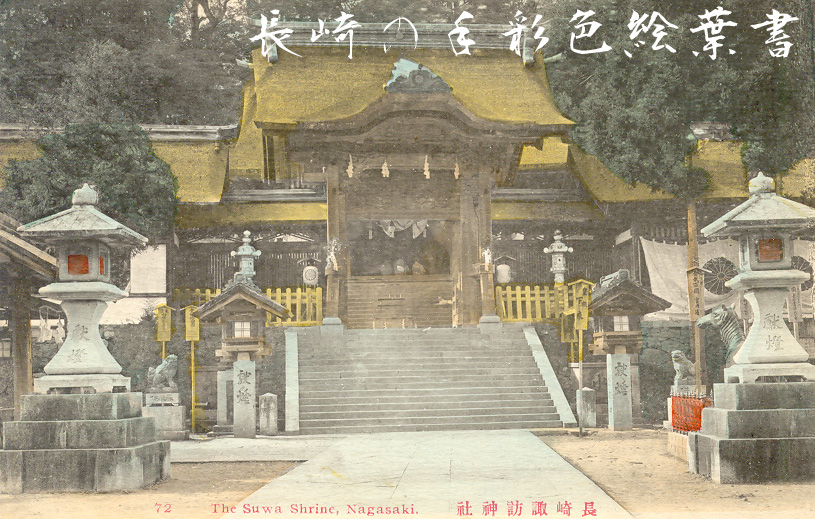
長崎諏訪神社（明治）

弘治年間より長崎に祀られていた諏訪神社・森崎神社・住吉神社の三社が起源である。弘治元年（1555年）に、長崎織部亮為英が京都の諏訪神社の分霊を、現在の風頭山の麓に奉祀したのが始まりという説と、佐賀県唐津市（旧東松浦郡浜玉町）の諏訪神社を勧請した説がある。戦国時代に当地はキリスト教徒の支配地となり、当社を含めて領地内の社寺は全て破壊された。江戸時代に入った後の寛永2年（1625年）、長崎奉行・長谷川権六や長崎代官・末次平蔵の支援により松浦一族で唐津の修験者であった初代宮司青木賢清が、円山（現在は松の森天満宮の鎮座地）に三社を再興し、長崎の産土神とした。正保4年（1641年）に幕府より現在地に社地を寄進され、慶安4年（1651年）に遷座した。安政4年（1857年）9月に火災により焼失したが、孝明天皇の勅諚により明治元年（1868年）に再興した。
大正10年に国幣中社に列格し、第二次大戦後は神社本庁の別表神社となった。
長崎くんちの奉納は、寛永11年（1634年）に丸山町・寄合町の両町が踊りを奉納したのが始まりである。

### 年表

#### 戦国時代
- 1555年（弘治元年） - 諏訪神社が創建。（ただし諸説あり）
  - 第14代長崎甚左衛門純景の弟である長崎織部亮為英が諏訪明神を京都から東山（現在の長照寺付近、長崎市白木町）に分霊歓請したと言われている。

#### 江戸時代
- 1625年（寛永2年）- 長崎奉行や代官らの保護・援助を受け、青木賢清が西山郷円山（現 松ノ森神社）に社殿を建立し、諏訪・森崎・住吉の三神を合祀。1624年（寛永元年）創建説あり。
  - 青木賢清はキリシタンから「天狗」つまり「悪魔」とののしられていた。社殿の建設にあたりキリシタン教徒の妨害がひどかったが、人夫（建設従事者）を大村から招くなど苦心の末、一宇（一棟）の小社を建立した[要出典]。
- 1634年（寛永11年）- 長崎くんちの始まり
  - 長崎奉行（神尾元勝、榊原職直の二人奉行制）の援助を受け、青木賢清により9月7日・9日（旧暦）を祭日に制定。

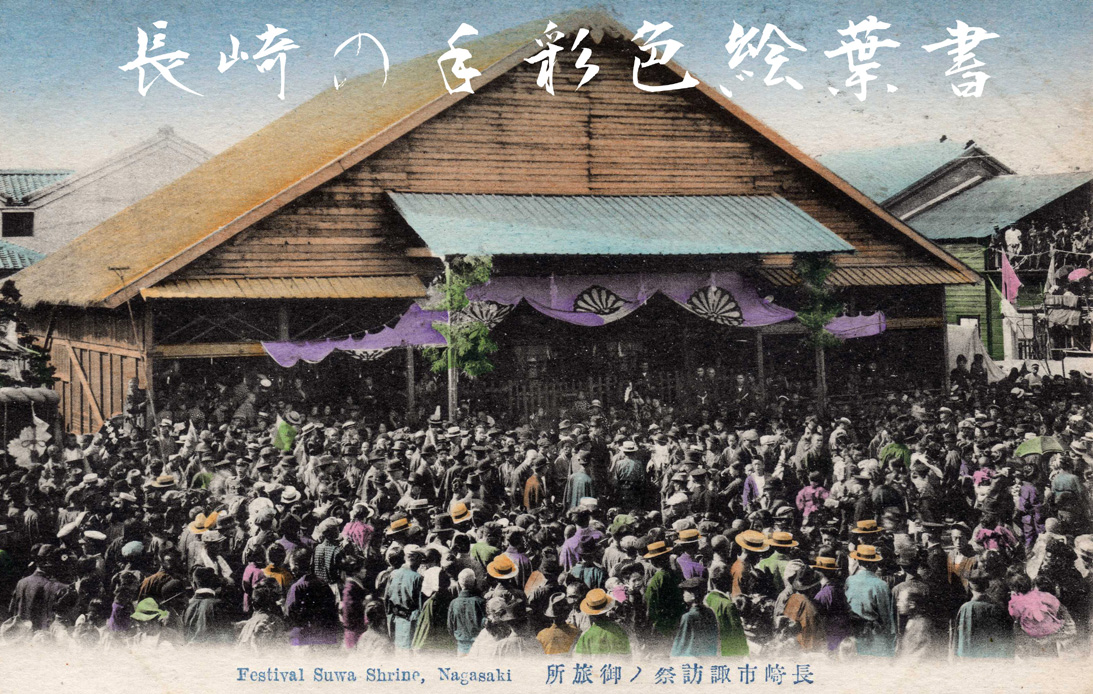
長崎市　鎮西大社諏訪神社　秋の大祭　おくんち　お旅所（明治）

    - 9月7日に大波止の御旅所（おたびしょ）に、諏訪神社と住吉神社の神輿渡御を行う。長崎市　鎮西大社諏訪神社　秋の大祭　おくんち　お旅所（明治）9月9日に遊女高尾・音羽が、散曲の曲舞を諏訪神社の広前[1]におさめ、還御の儀式を行う。

  - 長崎奉行は諏訪神事を長崎市民の神事と認定し、諏訪神は長崎の鎮守となり、長崎市民は皆その氏子となった。この認定の背景には、キリシタン宗門一掃のねらいがあったと言われている。
- 1637年（寛永14年）8月 - 石の大鳥居（現在の二ノ鳥居）が総町の献納で完成。
- 1638年（寛永15年）- 祭祀費を定め、毎年唐船1隻分の口銭銀[2]を給する。
- 1639年（寛永16年）- 二ノ鳥居（木製）が完成。
- 1645年（正保2年）- 木製の二ノ鳥居が石製に改められる。（この石鳥居は本河内の水神社に設置されている）
- 1650年（慶安3年）11月 - 正殿を着工。
- 1651年（慶安4年）
  - 4月 - 正殿が完成。
  - 8月19日 - 遷宮が行われる。
  - 9月13日 - 造営完了の祝能が催される。
- 1653年（承応2年）6月 - 代官の末次平蔵が自費で諏訪神社拝殿を建造。
- 1654年（承応3年）- 諏訪神事を観覧する出島在留オランダ人のために、初めて大波止御旅所に桟敷が設けられる。
- 1656年（明暦2年）- 将軍徳川家綱の疱瘡全快を祝し、長崎奉行以下諸役人らが、諏訪社に能を奉納。
  - 以後、幕府に慶事があった場合に祝儀の神事および能を奉納することが慣例となる。
- 1678年（延宝6年）
  - 7月17日 - 外浦町（現 江戸町）で火災が発生し、江戸町の諏訪神事器具庫が焼失する。
  - 諏訪神事器具が焼失したため、供奉（ぐぶ）の町人は奉行所の弓と鉄砲各10挺を借りて帯刀し、女性は覆面で供奉する。（1679年（延宝7年）の説もある）
- 1679年（延宝7年）- 拝殿、廻廊、能舞台が完成。
- 1683年（天和3年）8月 - 神宮寺の寺号をやめ、神道一式となる。
- 1686年（貞享3年）9月16日 - 朱印状が交付される。
- 1790年（寛政2年）- 能舞台板障が白板であったことから、松の絵が描かれる。
- 1795年（寛政7年）- 本殿に霊元天皇の宸翰を掲げる。
- 1796年（寛政8年）- オランダ人より砂糖1俵（254斤入り）が寄付される。
- 1799年（寛政11年）8月17日 - この日に起こった西山郷からの出火で桟敷用道具庫が焼失。
- 1800年（寛政12年）
  - 4月9日 - 長崎奉行の要請により、11日までの3日間、市中安全の祈祷が行われる。
  - 9月 - 長崎奉行肥田豊後守の寄付銀3貫目により、総門前の長坂両側の塀を石垣に改める。（この石垣は現存している。）
- 1806年（文化3年）- 奉行の要請により、所蔵のオランダ船模型を江戸城に送り、将軍の上覧に供する。
- 1808年（文化5年）7月 - 筑前候黒田氏が有事の際、境内中門以下の地を向こう50年使用することになる。
- 1809年（文化6年）
  - 8月 - 総町奉納金で、踊り馬場石垣に欄干を設置。
  - 9月27日 - 踊り馬場で3日間、大相撲興行が行われる。
  - 境内に康平社（図書明神）を新設し、松平図書頭の霊を祭る。（明治維新後、長崎土着役人の祖先も合祀し、祖霊社と改称）
- 1810年（文化7年）8月 - 境内に射的場が設けられる。
- 1815年（文化12年）- 本石灰町の中村嘉右衛門の喜捨で、一の鳥居から踊り場までを石畳とする。
- 1823年（文政6年）- 長崎奉行、地役人、氏子らの寄付金1,000両で、神輿や諸神器を修理。
- 1827年（文政10年）- 総町の寄付金1,000両で正殿のこけら葺を桧皮葺に改める。
- 1832年（天保3年）- 1828年（文政11年）の台風で倒壊した能舞台と廻廊が修復される。
- 1835年（天保6年）8月26日 - 青銅大鳥居が建立される。
- 1857年（安政4年）
  - 9月20日 - 正午に起こった失火により、諏訪社が全焼。三社の神輿は西山妙見社に遷宮。
  - 12月19日 - 仮殿が完成。
- 1858年（安政5年）3月 - 再興日の負担を長崎会所（官立の貿易所）の公金と市郷の寄付金とする。
- 1864年（元治元年）- 再建に着手。

#### 明治
- 1868年（明治元年）- 澤宣嘉長崎府知事により、諏訪神事の改革が行われ、華美禁止の令が出され、奉納踊りが全廃となる。
- 1869年（明治2年）9月 - 諏訪社の諸殿が完成し、竣工奉告祭を挙行。
  - 工師は尾張の水野正明で、すべてひのき材を用いて建造された。能舞台は再建されなかった。
- 1870年（明治3年）10月17日 - 官命により氏子名簿を作り長崎県に通達し、各氏子には氏子証札を授与。
  - これに伴い、長崎（長崎港78町、長崎村13郷）の住民はみな諏訪神社の氏子となる。
- 1872年（明治4年）7月 - 県社に列せられる。
- 1874年（明治7年）8月 - 台風により、青銅大鳥居が倒壊する。
- 1875年（明治8年）3月 
  - 3月- 諏訪神社の所在地である玉園・玉垣の2山のうち、約9,864坪（14,025坪という説もある）が内務省令により、長崎県下初の公園（諏訪公園）となる。
  - 9月8日 - 諏訪祭礼日を太陽暦の10月7日・9日に改正。中断されていた奉納踊りが質素に復活する。
- 1881年（明治14年）6月 - 準国幣社に昇格。
- 1892年（明治25年）11月 - 中門前に五厘金碑が建立。
- 1893年（明治26年）6月11日 - 1874年（明治7年）の台風で倒壊した青銅大鳥居が再建される。
- 1895年（明治28年）
  - 5月16日 - 日清戦争勝利祝賀会が開催される。
  - 7月5日 - 国幣小社に昇格。
- 1903年（明治33年）10月26日 - 皇太子嘉仁親王（後の大正天皇）が参拝。
- 1910年（明治43年）12月12日 - 諏訪公園内の村社である東照宮神社を諏訪神社の末社とする。

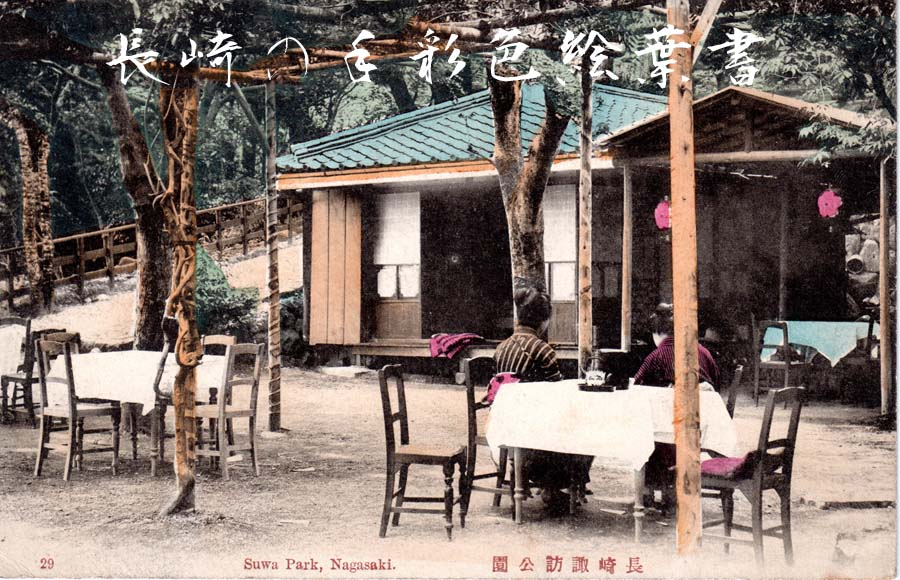
諏訪公園　手彩色絵葉書

#### 大正
- 1914年（大正3年）- 諏訪神社に日本初の「英文みくじ」が登場。
  - 翻訳は旧制長崎県立長崎中学校[3]英語教師の釘本小八郎による。
- 1915年（大正4年）11月16日 - 国幣中社に昇格。
- 1923年（大正12年）10月3日 - 諏訪神社再興300年記念御影石大鳥居が完成。

#### 昭和（戦前）
- 1927年（昭和2年）12月15日 - 諏訪公園口に御影石鳥居が完成。
- 1937年（昭和12年）- 日中戦争の開始により、長崎くんちの奉納踊りは1939年（昭和14年）まで中止、神輿渡御のみが行われる。
- 1938年（昭和13年）10月8日 - 諏訪大祭（長崎くんち）中日（なかび）に、市内の小中学生が引率され、諏訪神社に参拝し、武運長久を祈願。
- 1939年（昭和14年）10月8日 - 諏訪大祭中日に、市内の中学生が配属将校に引率され、諏訪神社に参拝し、武運長久を祈願。
- 1940年（昭和15年）- 戦勝祈願をこめて、諏訪大祭の奉納踊りが再開。
- 1943年（昭和18年）- 青銅大鳥居が金属回収で撤去される。くんちの奉納踊りが中止、神輿渡御のみ行われる。

#### 昭和（戦後）
- 1945年（昭和20年）10月7日 - 原爆投下から59日目にして、長崎くんちが行われた。
- 1983年（昭和58年）1月1日 - 安政4年の火事で能舞台を焼失して以来、125年ぶりに神事能が復活。
- 1984年（昭和59年）11月29日 - 1981年（昭和56年）から進められていた115年ぶりの大改修が完了し、新しい拝殿で氏子総代ら約370名が集まり、完成を祝す。
  - 氏子らが改修事業奉賛会を結成し、前年1983年（昭和58年）に迎えた360年祭の記念事業として資金を集め、新社殿造に取り組んできた。
  - ほぼすべての建物を改修。総費用8億2000万円
  - 待合所の参集殿や、結婚式を行う儀式殿、自動車専用お払い所が新設された。

#### 平成
- 1991年（平成3年）9月 - 台風17号・台風19号によって、総門を囲む回廊が倒壊。
- 1995年（平成7年）11月 - 回廊を再建。

#### 令和
- 2020年（令和2年） - 2022年（令和4年）までの3年間、コロナウイルス感染症の流行により長崎くんちが中止となった。
- 2021年（令和3年） - 宮司のセクハラ疑惑が浮上（その後、禰宜によるパワハラ疑惑も発覚）。翌年の長崎くんち中止の一因にもなった。
- 2023年（令和5年） - セクハラ疑惑の宮司が死去し、その後権禰宜7人が全員辞職する事態となった。新宮司には政彦神社の宮司が就任。4年ぶりに長崎くんちが通常開催。

## 祭神
諏訪神社・森崎神社・住吉神社の三社があり、それぞれ以下の神を祭神としている。
- 諏訪神社
  - 建御名方神
  - 八坂刀売神
- 森崎神社
  - 伊邪那岐神
  - 伊邪那美神
- 住吉神社
  - 住吉三神（表筒之男神、中筒之男神、底筒之男神）

## 文化財
- 算額 明治20年（1887年）3月 村雨庵山口政太郎奉納（収蔵）
- 算額 明治20年3月 高崎先生門人奉納（収蔵）

## 周辺施設
袚戸神社・稲荷神社
諏訪神社の境内にある別の神社。規模は非常に小さい。袚戸神社は参道途中、稲荷神社は拝殿裏手に存在する。
諏訪幼稚園
昭和22年（1947年）10月設立。拝殿から右方向、境内の中にある幼稚園。園児は年中行事で諏訪神社の行事や祭りに参加するようになっており、長崎くんちではお稚児として参列する。
長崎公園
明治6年（1873年）、太政官布告により制定された長崎最古の公園。拝殿から左方向にある。ハトやコイがいる広場や茶店、誰でも自由に入れる小さな動物園（動物広場）、長崎ゆかりの人物である上野彦馬、本木昌造、長崎甚左衛門純景の像がある。
動物広場では、1978年5月から1999年4月まで、エゾヒグマとツキノワグマのハーフであるクマの太郎が飼育され、人気を集めていた。現在、太郎の檻は使用されておらず、かつて太郎が飼育されていたことを示す案内板を掲げている。
長崎歴史文化博物館
近代長崎の歴史に関する展示や様々な企画展を行う。2002年12月末まではこの場所で長崎県立美術博物館が運営されていた。
長崎県立長崎図書館
長崎県運営の図書館。
日本銀行長崎支店
日本銀行の支店。

## 交通
- 長崎電気軌道蛍茶屋支線（2〜5系統）諏訪神社停留場下車
- 長崎県営バス西山台方面循環線、立山方面行き、矢上方面行きなど多数。諏訪神社前下車
- 長崎バス70番風頭山行き、長崎バイパス経由長崎新地ターミナル行き（降車のみ。バイパス方面は乗車のみ） 諏訪神社前下車

## 関連図書
- 白井永二・土岐昌訓編集『神社辞典』東京堂出版、1979年、195頁
- 上山春平他『日本「神社」総覧』新人物往来社、1992年、272-273頁
- 『神道の本』学研、1992年、226頁下段